# Musée de la pierre
Le musée de la pierre (finnois : Tampereen Kivimuseo) est un musée situé dans le quartier Tampella de Tampere en Finlande.

## Présentation
Situé dans le Centre Vapriikki, le musée de la pierre  est un musée exposant des pierres précieuses, des pierres de construction et ornementales, des pierres synthétiques ainsi que des minéraux, des météorites et des fossiles.

## Collections
Les collections du musée comprennent plus de 8 000 échantillons provenant de plus de 80 pays, dont environ 7 000 sont exposés,,.
Les objets du musée de la pierre ont été acquis pour des raisons visuelles. 
Le fondateur Paavo Korhonen, était fasciné par l'esthétique des pierres, plus que par leur teneur en minéraux ou leur valeur d'usage. 
Les collections comptent donc beaucoup de pierres colorées, d'aspect étrange et de grosses pierres. Les plus gros spécimens du musée sont des morceaux de bois fossilisés pesant une tonne et demie. 
Le poids total des collections est estimé à au moins 30 tonnes,,.

## Galerie

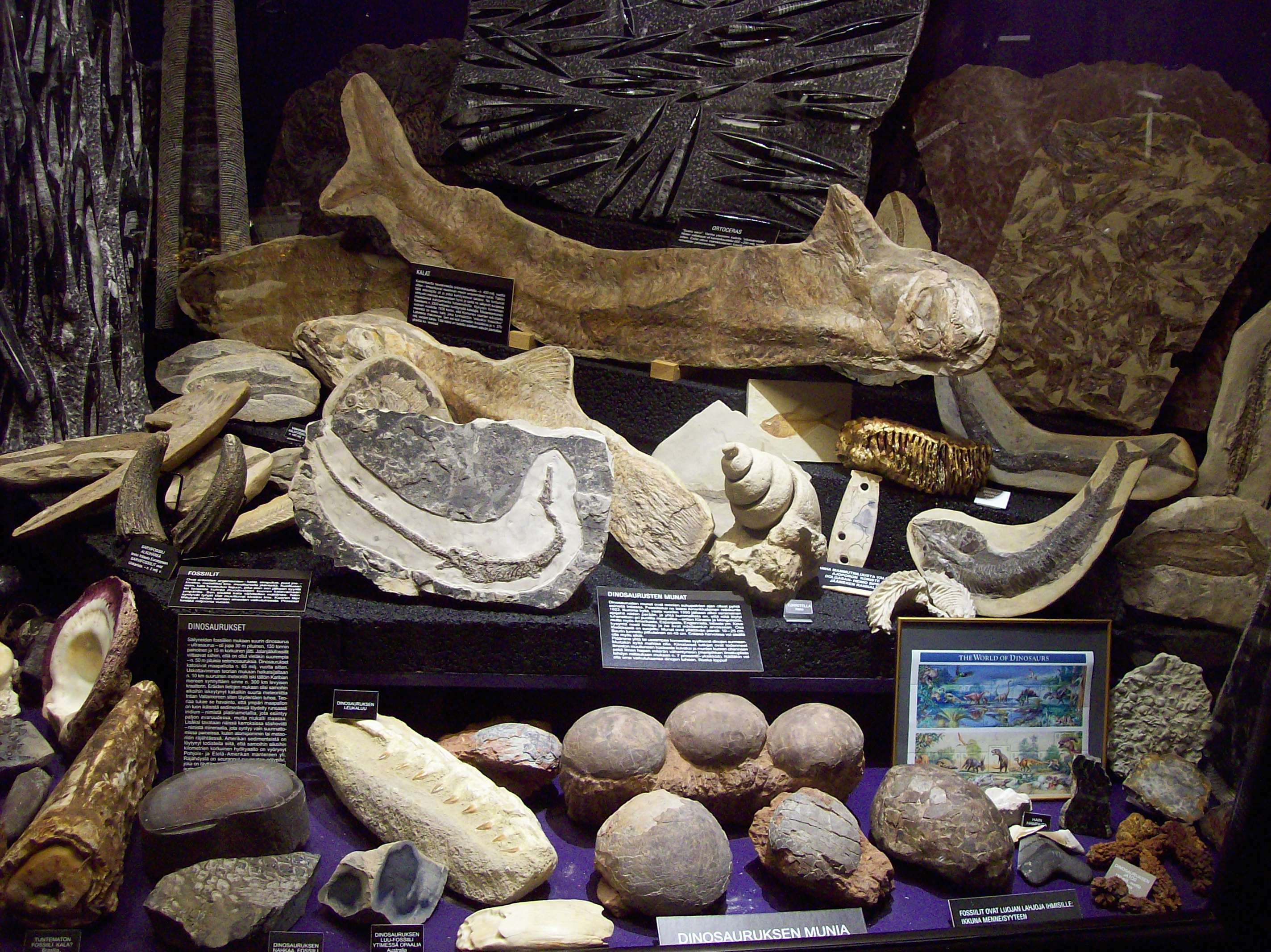
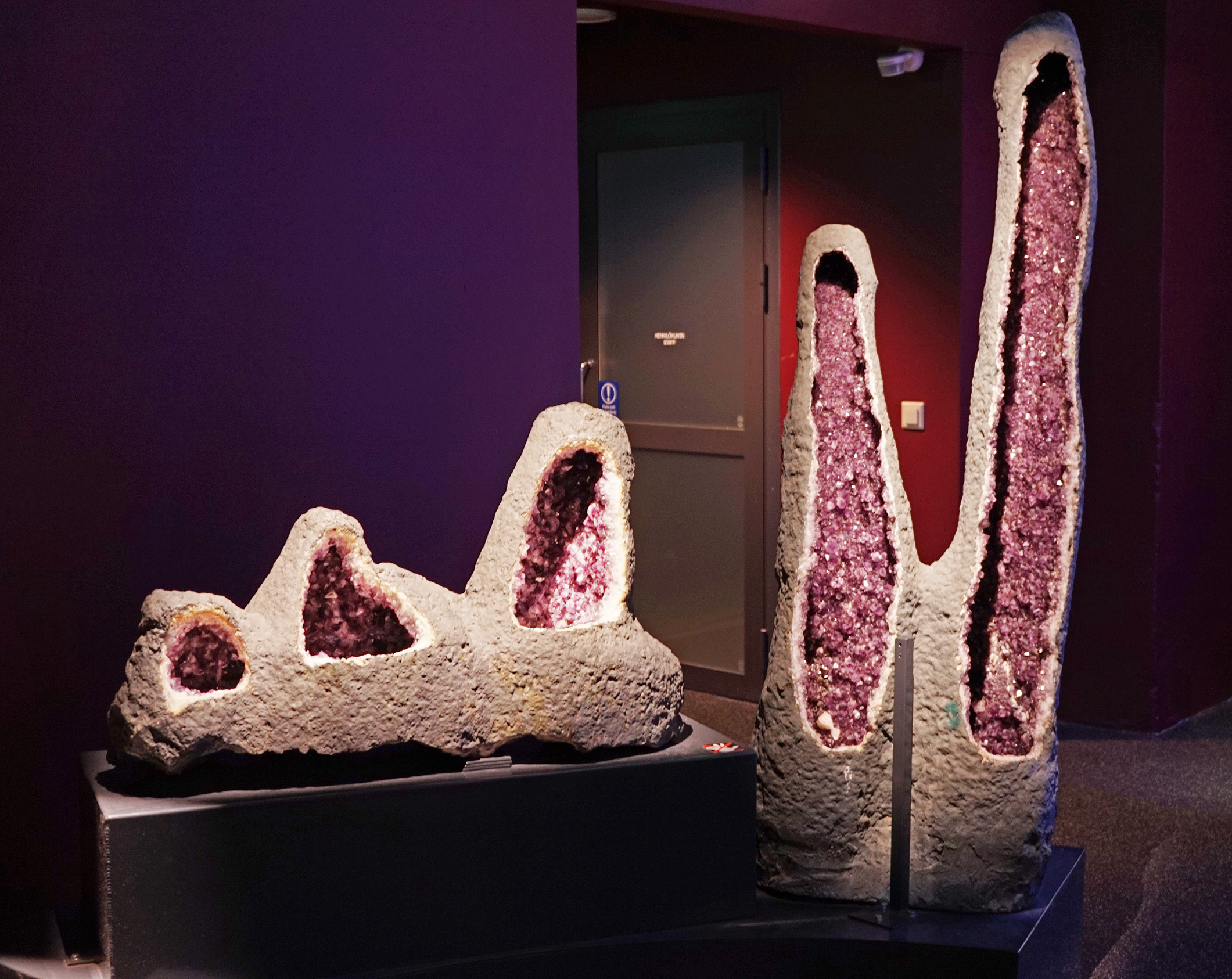
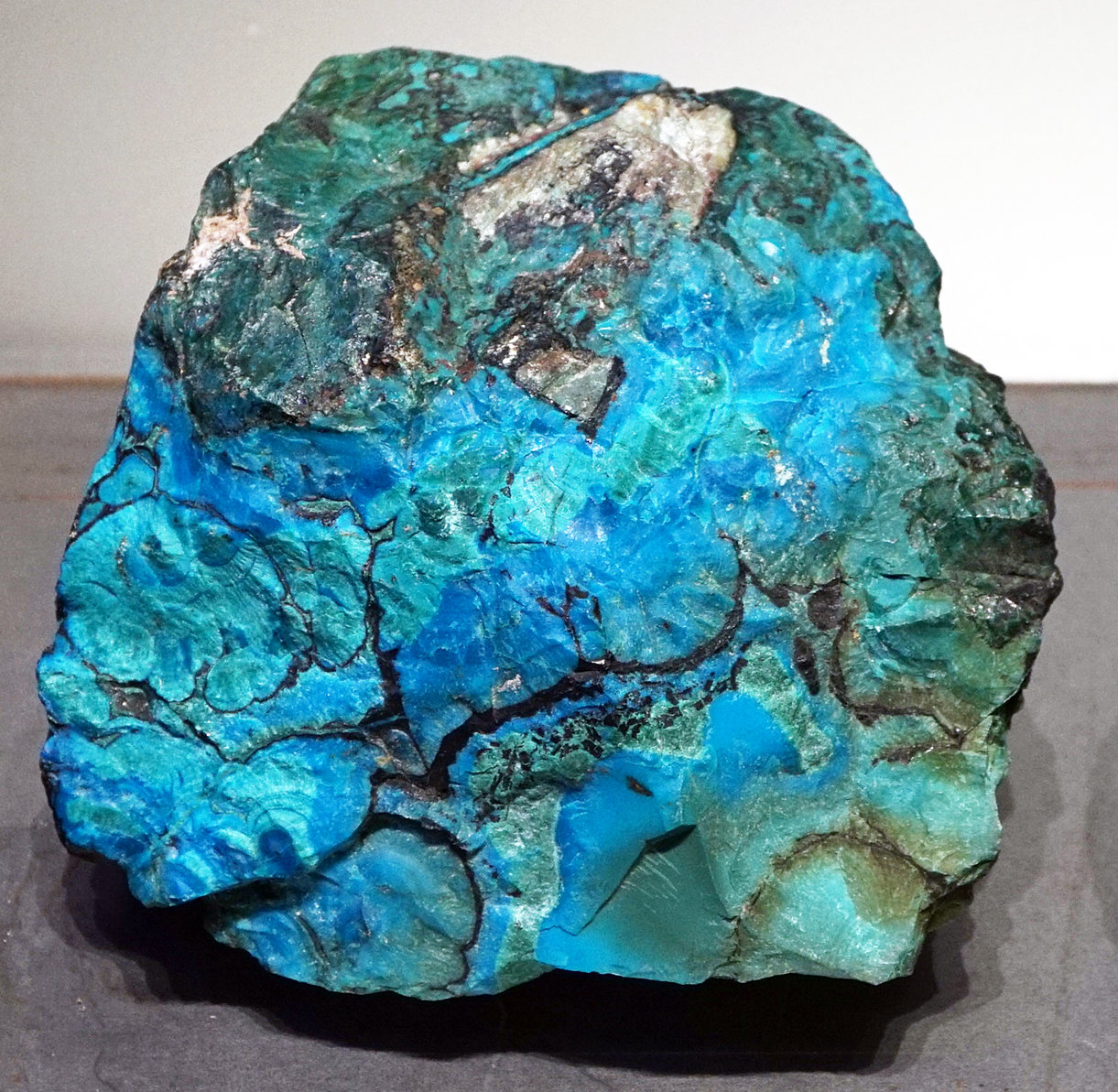
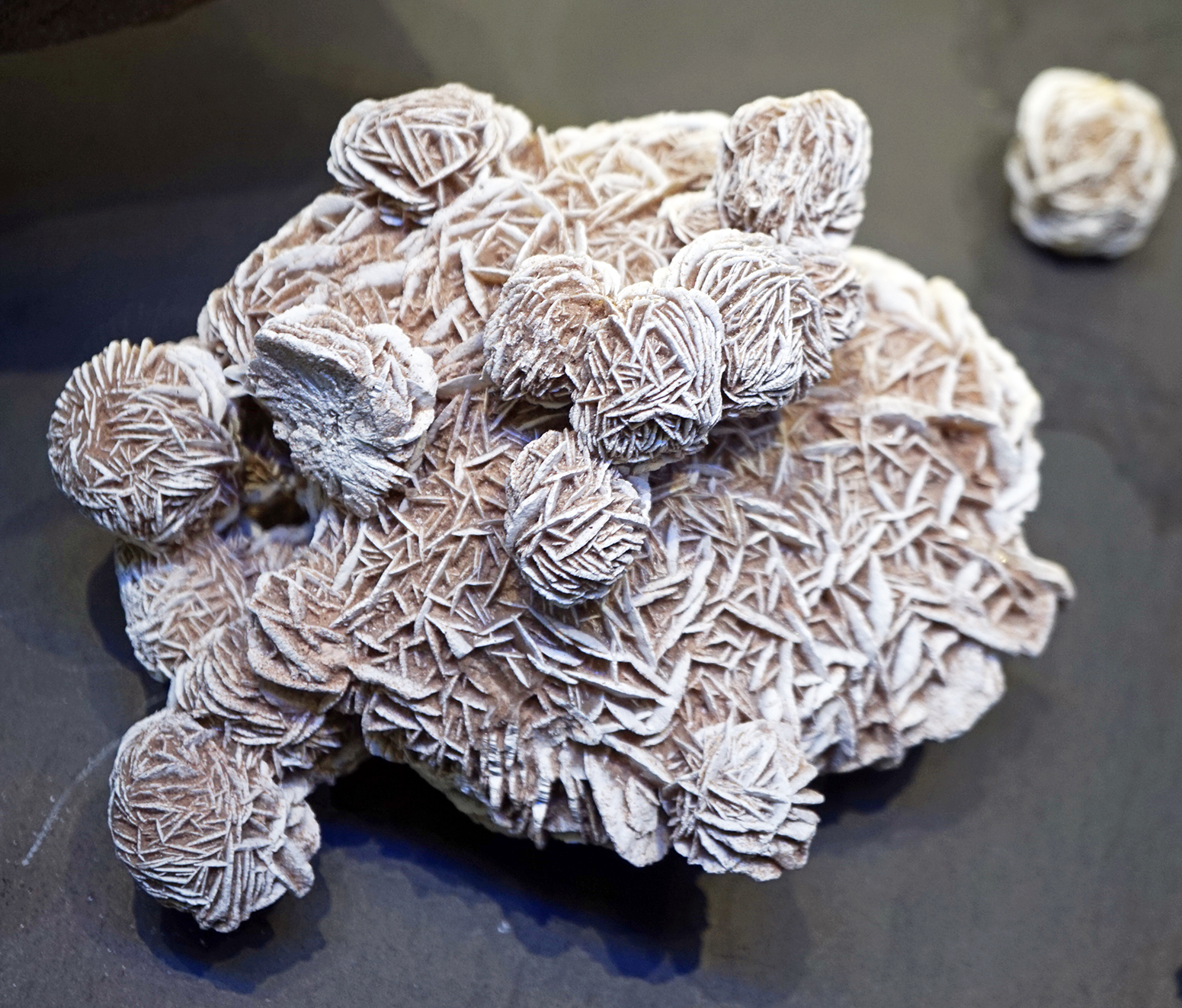
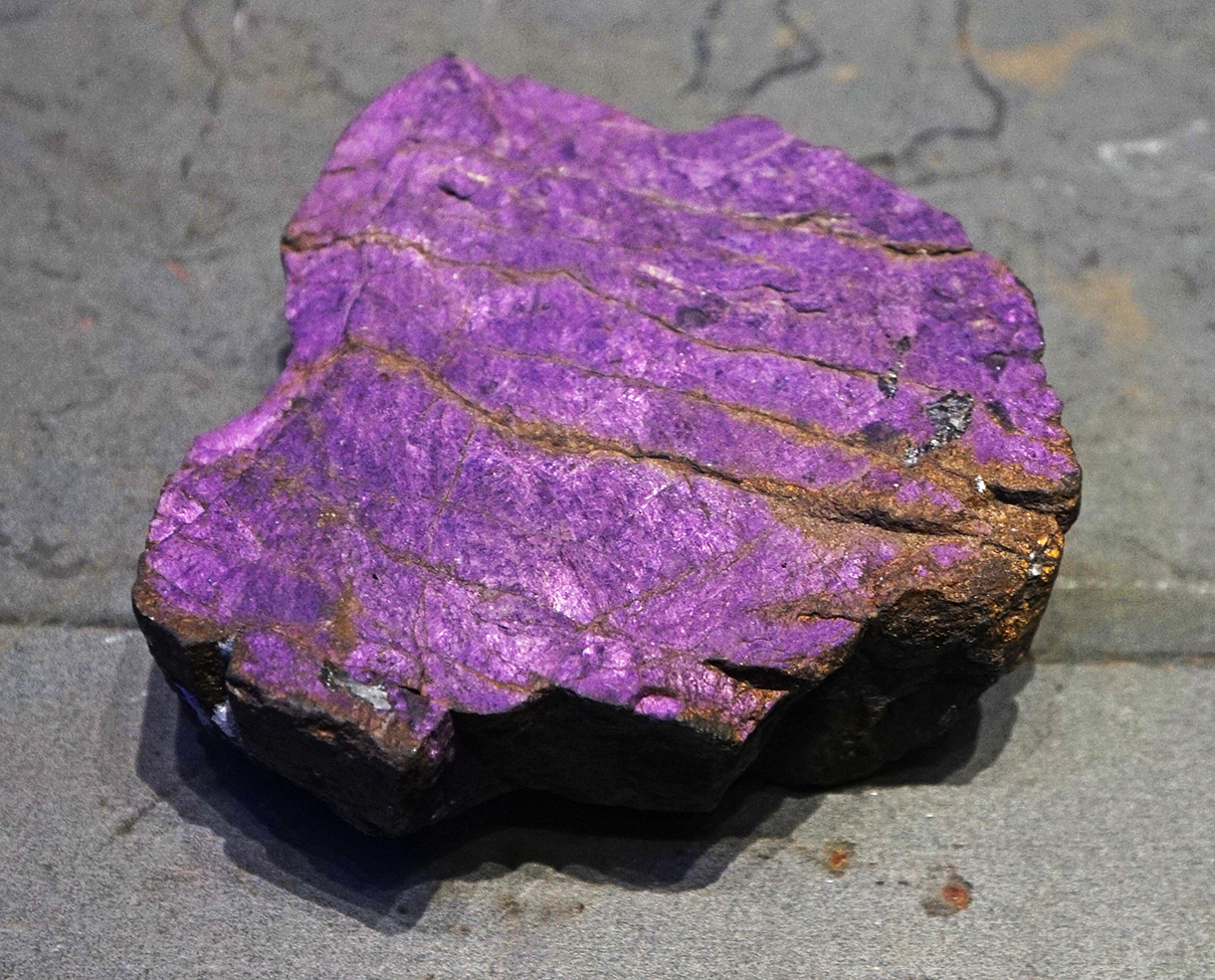
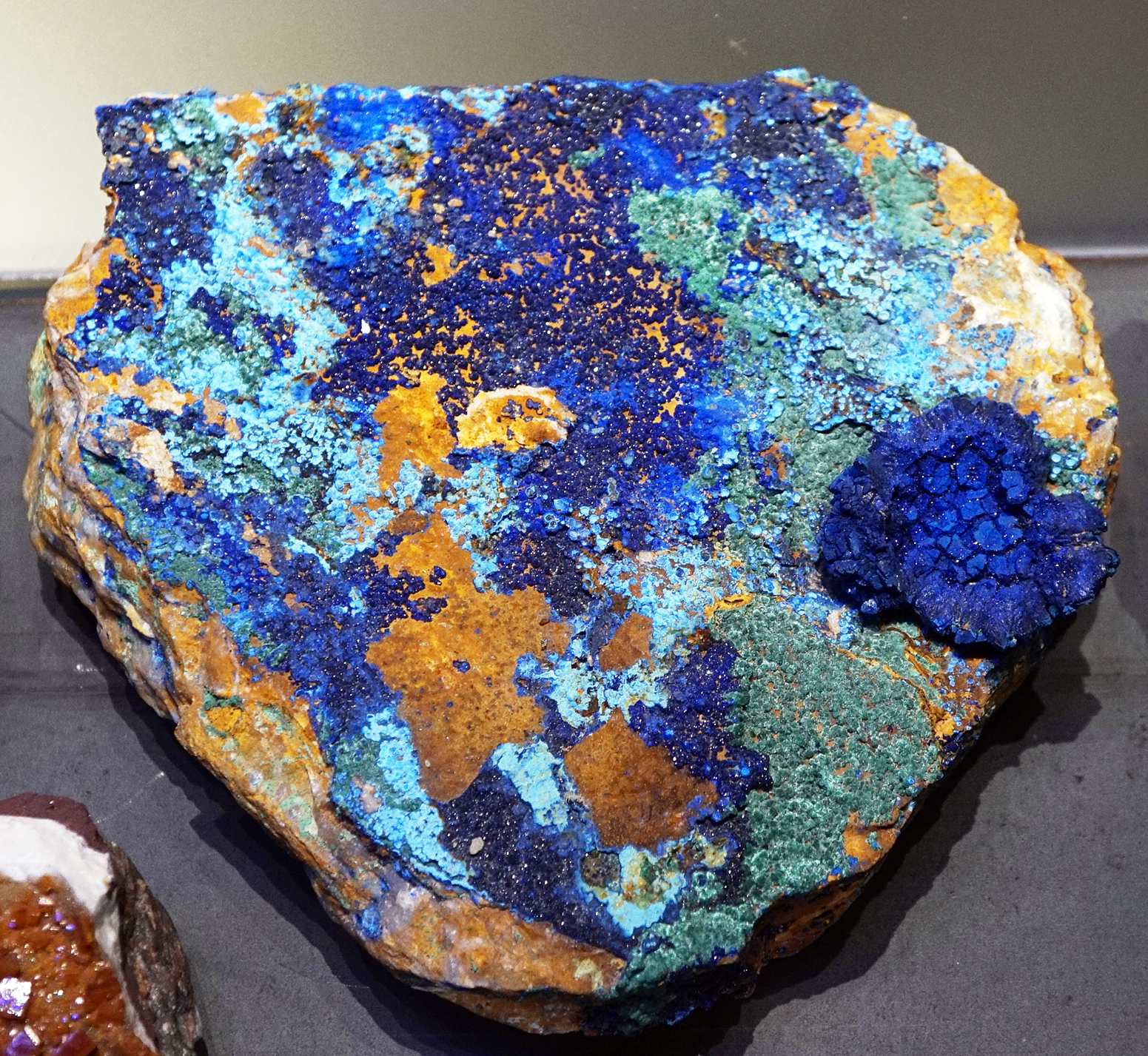
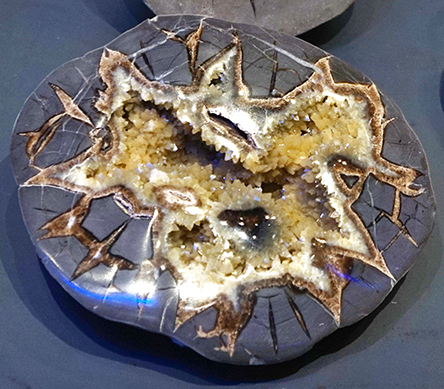
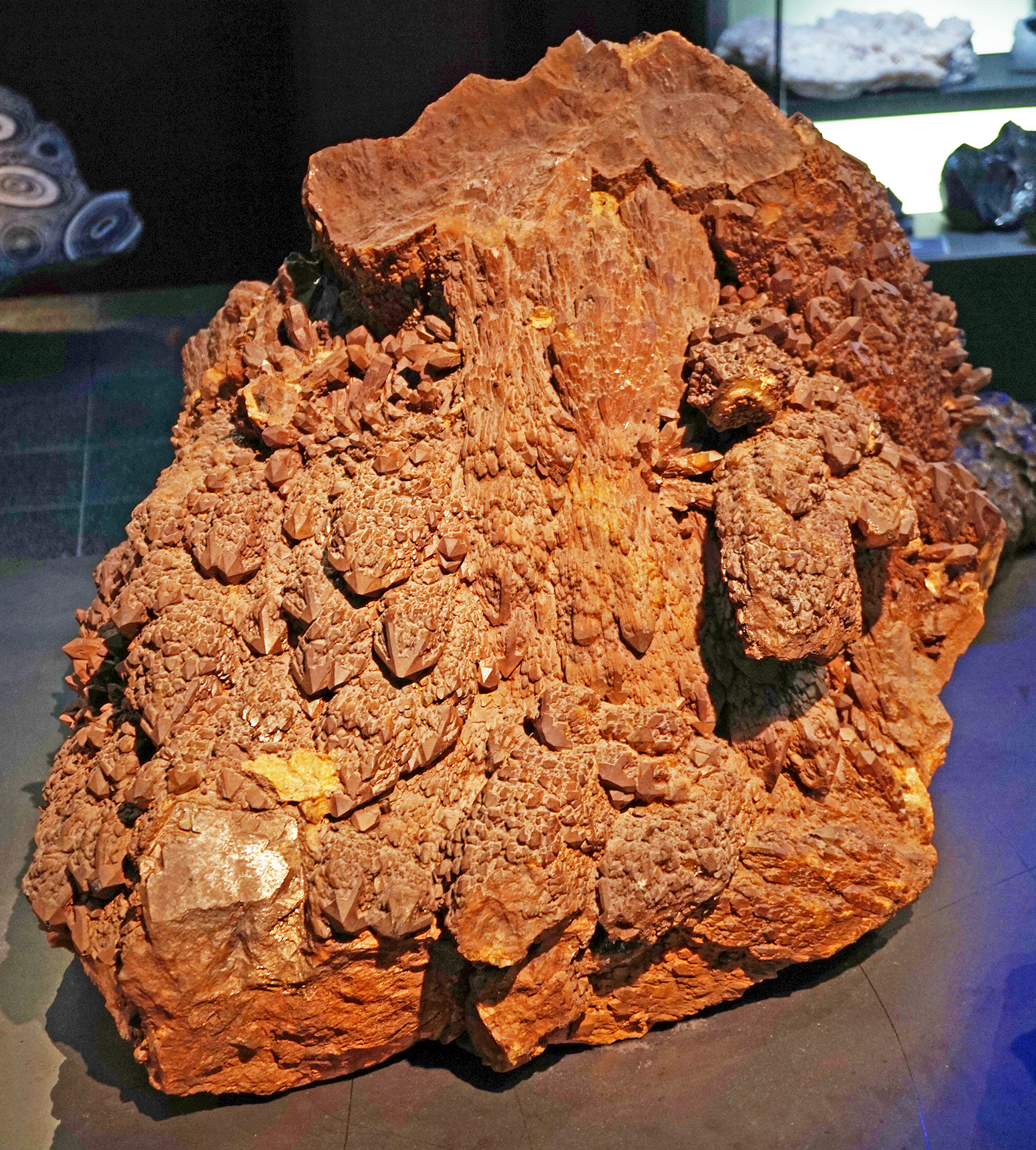
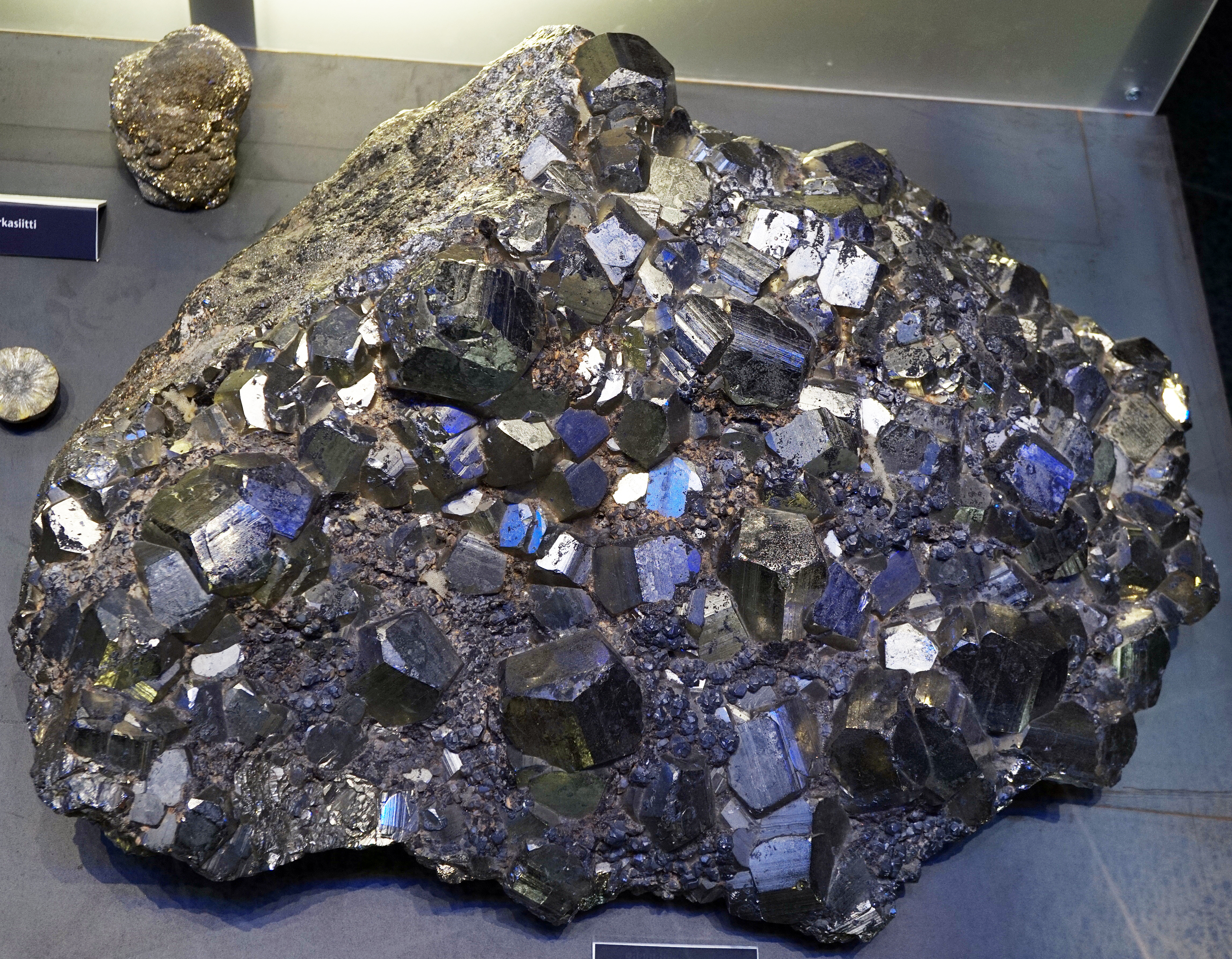